# Trinomys setosus
Trinomys setosus — вид гризунів родини щетинцевих, який зустрічається на захід від прибережних гірських хребтів в штатах Баїя і Мінас-Жерайс, Бразилія. Присутній у всіх типах лісів, а також у саванах.

## Загрози та охорона
У даний час немає серйозних загроз для виду. Зустрічається в кількох охоронних районах.